# Бахрейнський національний стадіон
«Бахрейнський національний стадіон» (араб. ستاد البحرين الوطني) — мультиспортивний стадіон в місті Ер-Ріфа, Бахрейн. Відкритий в 1982 році. Домашня арена національної збірної Бахрейну і більшості місцевих футбольних клубів. Вміщає 35,580 тисяч осіб. Стадіон приймав матчі Кубка націй Перської затоки з футболу 2013, перед цим був реконструйований в грудні 2012 року.